# Giardino Sergio Ramelli
Il giardino Sergio Ramelli è un'area verde di Milano, sita nella zona orientale della città. Aperta al pubblico nel 1981, nel 2005 fu dedicata alla memoria di Sergio Ramelli, giovane militante del Movimento Sociale Italiano ucciso nel 1975 da estremisti di sinistra, ha una superficie di 8 300 m².